# 제비꿀

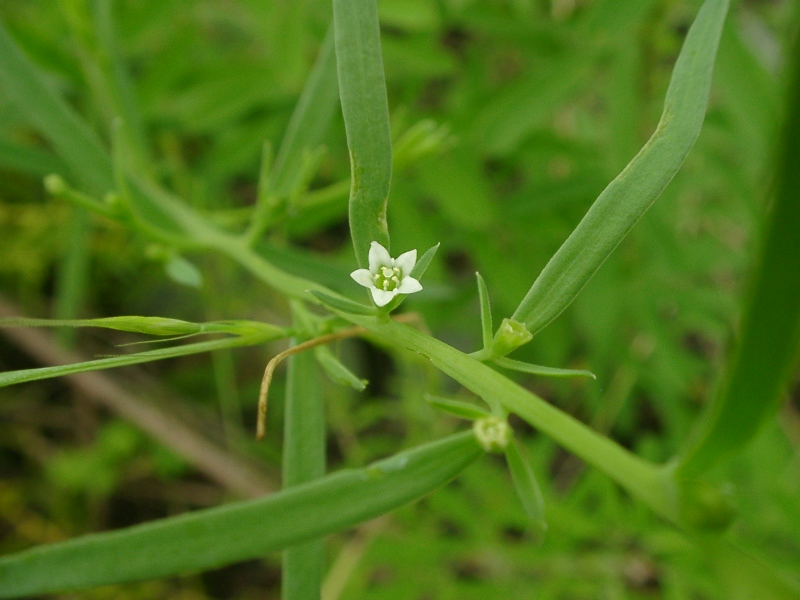

제비꿀은 여러해살이의 반기생 풀로서 줄기는 높이 30cm 안팎으로, 다른 풀뿌리에 기생하면서 살아간다. 잎은 침 모양이며 어긋나는데, 줄기와 같이 백록색을 띠고 있다. 꽃은 엷은 녹색으로, 5~6월경에 잎 사이의 짧은 가지 끝에 난다. 꽃은 암수한그루로 양성화이며 전초는 약용으로 쓰인다. 주로 산이나 들에서 자라며, 한반도 각지에 분포하고 있다.